# Municipio de Parker (Dakota del Sur)
El municipio de Parker (en inglés: Parker Township) es un municipio ubicado en el condado de Turner en el estado estadounidense de Dakota del Sur. En el año 2010 tenía una población de 237 habitantes y una densidad poblacional de 2,64 personas por km².

## Geografía
El municipio de Parker se encuentra ubicado en las coordenadas 43°23′13″N 97°6′4″O / 43.38694, -97.10111. Según la Oficina del Censo de los Estados Unidos, el municipio tiene una superficie total de 89.85 km², de la cual 89,85 km² corresponden a tierra firme y (0 %) 0 km² es agua.

## Demografía
Según el censo de 2010, había 237 personas residiendo en el municipio de Parker. La densidad de población era de 2,64 hab./km². De los 237 habitantes, el municipio de Parker estaba compuesto por el 97,89 % blancos, el 0,84 % eran amerindios, el 0,42 % eran isleños del Pacífico y el 0,84 % eran de una mezcla de razas. Del total de la población el 0 % eran hispanos o latinos de cualquier raza.